# وليام فيربيرن
وليام فيربيرن (بالإنجليزية: William Fairbairn)‏ ‏(19 فبراير 1789 - 18 أغسطس 1874) هو مهندس مدني ومصمم إنشائي وباني سُفن اسكتلندي.

## نشأته
ولد فيربيرن في كيلسو لمزارع، أظهر فيربيرن موهبة من صغره في الرياضيات، وعمل كصانع طواحين في نيوكاسل أبون تاين وارتبط بصداقة مع جورج ستيفنسون.

## روابط خارجية
- وليام فيربيرن على موقع الموسوعة البريطانية (الإنجليزية)